# 格哈特·温伯格
格哈特·温伯格 (德語：Gerhard Ludwig Weinberg, 1928年1月1日—)是一位德国裔美国犹太历史学家，主攻第二次世界大战的外交史和军事史。

## 生平
1928年出生在魏玛共和国汉诺威并在那度过了童年，在纳粹德国情绪高涨时由于自己犹太人的身份而遭受迫害。1938年移民到英国，1941年到达美国纽约成为美国公民。 1946-1947年参加美国陆军军事占领日本行动，回国后进入纽约州立大学奥尔巴尼分校学习，1949年和1951年分别拿到芝加哥大学硕士和博士学位。 1957年至1959年在肯塔基大学担任教师，1959年至1974年在密歇根大学担任教师。目前担任北卡罗来纳大学教堂山分校教授。

## 纪念
在美国大屠杀纪念博物馆内保存有温伯格口述的长达两个小时的关于童年经历录音。